# El café de las flores
El Café de las flores es una obra de teatro de Víctor Ruiz Iriarte, estrenada en 1953.

## Argumento
La obra cuenta la historia de Laura, una mujer a la que recientemente ha abandonado su marido. Para poder superarlo, y también para ayudar a otras personas, ofrece una reunión en su casa, a la que acuden personas tan solitarias como ella, a las que ha conocido en un café.

## Estreno
- Teatro Reina Victoria, Madrid, 9 de octubre de 1953.
  - Dirección: Fernando Granada .
  - Escenografía: Emilio Burgos.
  - Intérpretes: Tina Gascó (Laura), Victoria Rodríguez (Cris), Antonia Mas (Marta), Lolita Goméz (Una Muchacha), Carlos Casaravilla (César), Conchita Sarabia (Rita), Juan Cortés (Gonzalo), Julio Sanjuán (Señor Pepe), Arturo González (El Chico), Agustín González (Un Muchacho).